# Geinōkai
La parola giapponese Geinōkai (芸能界?) è traducibile come "intrattenimento", ed è un concetto che comprende tutto ciò che riguarda lo show business nipponico, dai film alla televisione, inclusi i talk show, spettacoli musicali, varietà, radio e di recente anche internet. I membri dello Geinōkai sono di solito conosciuti come Geinōjin (芸能人?) o tarento.